# Municipio de Lake Edward
El municipio de Lake Edward (en inglés: Lake Edward Township) es un municipio ubicado en el condado de Crow Wing en el estado estadounidense de Minnesota. En el año 2010 tenía una población de 2085 habitantes y una densidad poblacional de 22,21 personas por km².

## Geografía
El municipio de Lake Edward se encuentra ubicado en las coordenadas 46°29′34″N 94°12′41″O / 46.49278, -94.21139. Según la Oficina del Censo de los Estados Unidos, el municipio tiene una superficie total de 93.87 km², de la cual 67,22 km² corresponden a tierra firme y (28,39 %) 26,65 km² es agua.

## Demografía
Según el censo de 2010, había 2085 personas residiendo en el municipio de Lake Edward. La densidad de población era de 22,21 hab./km². De los 2085 habitantes, el municipio de Lake Edward estaba compuesto por el 97,89 % blancos, el 0,24 % eran afroamericanos, el 0,34 % eran amerindios, el 0,24 % eran asiáticos, el 0,43 % eran de otras razas y el 0,86 % eran de una mezcla de razas. Del total de la población el 0,91 % eran hispanos o latinos de cualquier raza.